# شاهدخت سسیل یونان و دانمارک
شاهدخت سسیل یونان و دانمارک (به یونانی: Πριγκίπισσα Καικιλία της Ελλάδας και Δανίας) (۲۲ ژوئن ۱۹۱۱ – ۱۶ نوامبر ۱۹۳۷) ) همسر گئورگ دوناتوس، ولیعهد هسن و خواهر بزرگ‌تر شاهزاده فیلیپ، دوک ادینبرو بود.
سسیل که سومین فرزند شاهزاده اندروی یونان و دانمارک و شاهدخت آلیس باتنبرگ بود، در ۲۲ ژوئن ۱۹۱۱ در کاخ تاتوی در شمال آتن به دنیا آمد. او در ۲ فوریه ۱۹۳۱ در دارمشتات با پسردایی مادرش گئورگ دوناتوس ازدواج کرد و از این ازدواج صاحب چهار فرزند شد. سسیل و همسرش در ۱ مه ۱۹۳۷ به عضویت حزب نازی درآمدند.

## مرگ
در ۱۶ نوامبر ۱۹۳۷، سسیل به همراه همسر، دو فرزند و مادر همسرش برای شرکت در مراسم ازدواج برادر گئورگ دوناتوس عازم لندن شدند. هواپیمای حامل آنان بعد از برخورد با دودکش یک کارخانه در اوستنده بلژیک سقوط کرده و آتش گرفت که باعث کشته شده تمامی سرنشینان پرواز شد. در زمان سقوط ۸ ماهه باردار بود که جسد نوزاد در میان بقایای هواپیما پیدا شد. تحقیقات در مورد این حادثه توسط بلژیک انجام گرفت و نتیجه گرفته شد که خلبان در پی وضع‌حمل سسیل در حین پرواز، قصد فرود در هوای نامساعد داشته. جسد سسیل به همراه همسر و سه فرزندش در دارمشتات در آرمگاه خاندان هسن-دارمشتات دفن شد. یوهانا دختر سسیل که در زمان سقوط هواپیما یک ساله بود، در پرواز حضور نداشت و توسط لودویگ برادر گئورگ دوناتوس و همسرش به فرزندی پذیرفته شد. یوهانا دو سال بعد بر اثر ابتلا به مننژیت درگذشت و درکنار والدین و برادرانش دفن شده.